# Ельїн
Ельїн (ісп. Hellín) — муніципалітет в Іспанії, у складі автономної спільноти Кастилія-Ла-Манча, у провінції Альбасете. Населення — 31 109 осіб (2010).
Муніципалітет розташований на відстані близько 270 км на південний схід від Мадрида, 55 км на південь від Альбасете.
На території муніципалітету розташовані такі населені пункти: (дані про населення за 2010 рік)
- Агра: 180 осіб
- Аграмон: 727 осіб
- Канкарікс: 92 особи
- Каньяда-де-Агра: 385 осіб
- Ельїн: 26239 осіб
- Іссо: 2263 особи
- Лас-Мінас: 137 осіб
- Мінгохіль: 324 особи
- Нава-Кампанья: 594 особи
- Торре-Учеа: 24 особи
- Рінкон-дель-Моро: 19 осіб
- Ла-Орка: 43 особи
- Мінатеда: 82 особи

## Демографія
Динаміка населення (INE ):

## Галерея зображень

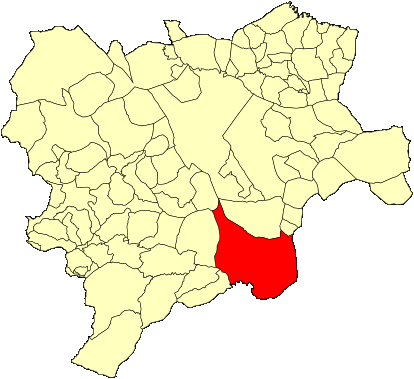
Розташування муніципалітету у провінції Альбасете
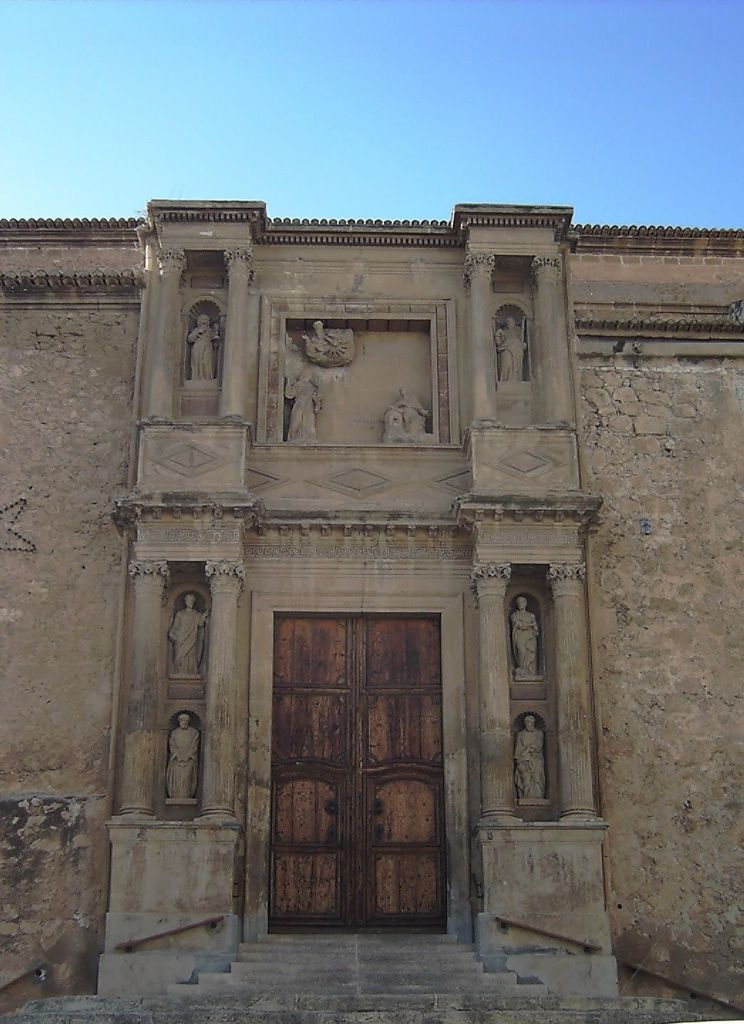
Парафіяльна церква Санта-Марія-де-ла-Асунсьйон